# Полтавский завод искусственных алмазов и алмазного инструмента
Полтавский завод искусственных алмазов и алмазного инструмента — промышленное предприятие в городе Полтава.

## История
20 августа 1958 года Совет министров СССР принял постановление № 974-482 о строительстве на территории Украинской ССР алмазного завода, при этом первый проект завода предусматривал, что завод должен был работать на привозном сырье - природных алмазах из Якутии. Однако незадолго до начала строительства завода, в 1960 году группой учёных Института физики высоких давлений АН СССР (Л. Ф. Верещагин, В. А. Галактионов, Ю. Н. Рябинин, А. Л. Семерчан, Л. Ф. Слесарев) был осуществлён синтез алмазов, на этой основе с ноября 1960 года профессором В. Н. Бакулем в Институтом сверхтвёрдых материалов АН УССР была разработана промышленная технология получения искусственных алмазов.

### 1961 - 1991
В 1961 году на юго-западной окраине Полтавы, недалеко от автотрассы Харьков - Киев началась подготовка к строительству крупнейшего в Европе завода искусственных алмазов и алмазного инструмента. На строительной площадке в 132 га работали строители из нескольких союзных республик.
В мае 1964 года в фундамент главного производственного корпуса завода был уложен первый бетон, в апреле 1966 года предприятие было введено в эксплуатацию и произвело первую партию кристаллов синтетических алмазов.
В своей деятельности завод взаимодействовал с Институтом сверхтвёрдых материалов АН УССР, Институтом проблем материаловедения АН УССР, ВНИИалмаз и ВНИИТС.
Во второй половине января 1968 года на заводе был введён в эксплуатацию новый цех по производству порошка искусственных алмазов.
В 1971 году на заводе получили первый микропорошок.
В 1972 году заводу было присвоено наименование "имени 50-летия СССР".
В 1976 году завод был награждён орденом "Знак Почёта".
К началу 1980-х годов на заводе были освоены технология металлизации алмазов и технология изготовления алмазных кругов с распределительной термофиксацией, установлены автоматизированные линии по изготовлению алмазных кругов на металлических и органических связках.
В 1982 году завод производил абразивные круги из синтетических алмазов, волоки из синтетических и природных алмазов, алмазные порошки и полировочные пасты, сверхтвёрдый материал "гексанит-Р" и инструмент из него, а также выпускал хозяйственные товары народного потребления.
В 1980-х годах впервые среди предприятий соответствующей отрасли на заводе были введены автоматизированная система управления предприятием, а также автоматизация операций основного и вспомогательного производства с использованием персональных компьютеров. Производственное оборудование включало лазерные установки, ультразвуковые установки и станки с числовым программным управлением. По состоянию на начало 1989 года, завод являлся крупнейшим предприятием СССР по производству искусственных алмазов, сверхтвёрдых материалов и инструментов на их основе.
Для обучения работников предприятия при заводе действовал филиал Московского станкостроительного техникума.
На балансе предприятия находились объекты социальной инфраструктуры: общежития, детсад-комбинат на 340 мест, пионерский лагерь на 160 мест и база отдыха.

### После 1991
В 1990-е годы завод был преобразован в открытое акционерное общество.
В августе 1997 года завод был включён в перечень предприятий, имеющих стратегическое значение для экономики и безопасности Украины.
После того, как в 2006 году завод купила зарегистрированная на Кипре компания "Bonarko Ltd." с американским капиталом, завод был разделён на два предприятия: завод по выпуску алмазов (контрольный пакет в размере 51% акций которого был продан ирландской компании "Element Six") и завод по производству инструмента «Полтавский алмазный инструмент» (контрольный пакет акций которого сконцентрировала зарегистрированная на Кипре компания "Rendorz Holdings Ltd.").
По состоянию на начало 2014 года, Полтавский алмазный завод входил в перечень ведущих промышленных предприятий Полтавы.
В апреле 2016 года на рассмотрение Полтавской городской администрации был вынесен вопрос о строительстве торгово-развлекательного центра на месте завода ПАО «Кристалист».
Правопреемник "Полтавского завода искусственных алмазов и алмазного инструмента" стал ЧАО «Полтавский Алмазный Инструмент». 